# Висс, Карл
Карл Висс (нем. Karl Wyss; род. 9 апреля 1912 года в Клингнау, Швейцария — ум. 6 декабря 2009 года в Люцерне, Швейцария) — швейцарский шоссейный велогонщик, выступавший с 1937 по 1943 год. 

## Достижения
1937
1-й Тур Северо-Западной Швейцарии
1939
3-й Тур дю Лак Леман
1941
10-й Тур Швейцарии
1942
8-й Тур Швейцарии
1. ↑  Karl Wyss // https://firstcycling.com/rider.php?r=7602